# Féminisme lesbien

Le labrys est le symbole depuis la fin des années 1970 de la force et de l’indépendance lesbiennes et féministes.

Drapeau de la fierté féministe lesbienne.
Un labrys superposé au triangle noir, sur une couleur de fond violet associée aux lesbiennes.

Le féminisme lesbien ou lesboféminisme est un mouvement militant et une perspective critique dont l'influence se fait sentir durant les années 1970 et le début des années 1980 surtout en Amérique du Nord et en Europe de l'Ouest. Le mouvement encourage les femmes à diriger leur énergie en direction des femmes plutôt que des hommes, et présente souvent le choix lesbien comme une conséquence politique d'une posture féministe. Il constitue un pan du féminisme tenant compte de l'oppression spécifique des lesbiennes prônant parfois un séparatisme lesbien conçu comme féminisme radical[réf. nécessaire].

## Origine
Il est particulièrement influent dans les années 1970 jusqu'au début des années 1980, notamment en Amérique du Nord et en Europe occidentale. Le féminisme lesbien est parfois considéré comme une suite logique au féminisme par ses protagonistes.
Parmi les principales activistes on trouve : Rita Mae Brown, Adrienne Rich, Charlotte Bunch, Audre Lorde, Marilyn Frye, Mary Daly, Sheila Jeffreys, Barbara Smith, Pat Parker, Margaret Sloan-Hunter, Cheryl Clarke, Gloria Anzaldua, Cherrie Moraga et Monique Wittig, et Sara Ahmed (ces deux dernières sont toutefois le plus souvent associées à l’émergence de la théorie queer et du Mouvement de libération des femmes pour Wittig).
Le féminisme lesbien émerge au début des années 1970 à partir d'une critique du féminisme de la deuxième vague et du mouvement de libération des personnes LGBTIQ,.

Selon Sheila Jeffreys, 
« Le féminisme lesbien apparait comme le résultat de deux évolutions : les lesbiennes du mouvement de libération des femmes (MLF) font du lesbianisme politique une branche distincte du féminisme, et les lesbiennes du Gay Liberation Front le quittent pour rejoindre leurs sœurs. ». 
Selon Judy Rebick, féministe et journaliste canadienne, les lesbiennes ont toujours été au cœur des mouvements des femmes, mais les problématiques qui leur sont spécifiques sont demeurées invisibles au sein de ce même mouvement.
Le féminisme lesbien de couleur se développe comme une réponse au féminisme lesbien afin d'intégrer les questions intersectionnelles de classe et de race comme sources d’oppression liées à l'hétérosexualité.

## Idées principales
Le féminisme lesbien interroge l’hétérosexualité en tant qu’institution. Cette question est au cœur des réflexions du féminisme lesbien. Les textes féministes lesbiens s'emploient à interroger les relations entre la norme hétérosexuelle et le patriarcat, le capitalisme et le colonialisme. De plus, le féminisme lesbien considère que le lesbianisme est une réponse politique possible face à l'aliénation des institutions.
Sheila Jeffreys détaille sept thèmes principaux :
- Un accent sur l'amour des femmes les unes pour les autres
- Organisations séparatistes
- Communauté et idées
- Idée que le lesbianisme est une question de choix et de résistance
- Idée que le personnel est politique
- Un rejet de la hiérarchie sociale
- Une critique de la suprématie masculine (qui, selon Jeffreys, érotise les inégalités)[4]

Les féministes lesbiennes chicana interrogent leur identité lesbienne avec leur identité chicano. Renée M. Martinez explique qu'elle ne parvient pas à concilier les deux identités. Quant à Moraga, elle explique que les femmes qui défieraient leur rôle seraient considérées comme traîtresses contribuant au «génocide de leur peuple», influencées par les étrangers, elles seraient corrompues. L'homosexualité serait considéré comme une maladie qui infecterait les humains du tiers monde. ” .

## Lectures en lien
- Anonymous Realesbians, « Politicalesbians and the Women's Liberation Movement », in Rosalyn Baxandall (en), Linda Gordon, Dear Sisters: Dispatches from the Women's Liberation Movement, p. 109–110, 1971 lire sur Google Livres
- Barnes, « Lesbianism is under attack, though not by the usual suspects », Feminist Current, 8 juillet 2017
- Female Erasure : What You Need To Know About Gender Politics' War on Women, the Female Sex and Human Rights, California, 1st, 2016 (ISBN 978-0-9971467-0-7)
- Bindel, « The ugly side of beauty », The Guardian, 1er juillet 2005 : « (Interview with Sheila Jeffreys) »
- Conti, « Who's Killing the Women's Land Movement? », Vice, 18 décembre 2016
- Gene Damon (aka Barbara Grier), « The least of these: the minority whose screams haven't yet been heard », In Morgan, Robin, ed. Sisterhood is powerful', Random House, p. 297-306), 1970
- Filles de Bilitis (1971). "La lettre d'information lesbienne".
- tatiana de la tierra (1991-1994). " Esto no tiene nombre ".
- tatiana de la tierra (1995-1996). " Conmoción : la révolution et les révolucionaria rouges de lesbianas latinas" .
- Ditum, « Why were lesbians protesting at Pride? Because the LGBT coalition leaves women behind », New Statesman, 11 juillet 2018
- Andrea Dworkin (1975). "Fierté lesbienne".
- Andrea Dworkin (1977). "La simple histoire d'une adolescence lesbienne".
- Fleming, « The gender-identity movement undermines lesbians », The Economist, 3 juillet 2018
- Le collectif Furies. Les Furies . (Janvier 1972 jusqu'à la mi-1973).
- Sally Miller Gearhart (1972). " La lesbienne et Dieu le Père, ou Tout ce dont l'Église a besoin est un bon laïc. . . De son côté ".
- Heuchan, « Lezbehonest about Queer Politics Erasing Lesbian Women », Sister Outrider, 22 février 2017
- Home Girls (1983). Une collection d'écriture lesbienne noire et féministe noire.
- Karla Jay (2003). "Confessions d'un inquiet: Ruminations sur un aperçu féministe lesbienne". Sisterhood is Forever: l'anthologie des femmes pour un nouveau millénaire .
- Jill Johnston (1973). Nation lesbienne: la solution féministe .
- Kirkup, « The silencing of the lesbians », The Spectator, 16 mai 2018
- Groupe lesbien (1975). "[Rapport de conférence de 1975]".
- Del Martin (1970). "Si c'est tout ce qu'il y a".
- Del Martin et Phyllis Lyon (1972). Lesbienne / femme .
- The June L. Mazer Lesbian Archives : Making Invisible Histories Visible, UCLA Center for the Study of Women (Regents of the University of California), 2014, 128 p. (ISBN 978-0-615-99084-2, lire en ligne) <
- Bonnie J. Morris, The Disappearing L : Erasure of Lesbian Spaces and Culture, 1st, 2016, 256 p. (ISBN 978-1-4384-6177-9, lire en ligne)
- Obinwanne, « Why I'm a Lesbian (Not Queer) », Lesbians Over Everything, 18 avril 2016
- OLOC Boston (Old Lesbians Organizing for Change), « Erasing Lesbians », The Proud Trust, 2016 OLOC Boston (Old Lesbians Organizing for Change), « Erasing Lesbians », The Proud Trust, 2016 OLOC Boston (Old Lesbians Organizing for Change), « Erasing Lesbians », The Proud Trust, 2016 (Le format de fichier .docx peut être converti en .pdf)
- Radicalesbians (1970). " La femme identifiée femme ". Notes de la "troisième année".
- Anna Rüling (1904). " Quel est l'intérêt du mouvement des femmes dans la résolution du problème homosexuel? " .
- Joanna Russ (1972). " Quand ça a changé ".
- Joanna Russ (1975). L'homme féminin .
- Martha Shelley (1970). "Notes d'une lesbienne radicale". La sororité est puissante .
- Adrien Katherine Wing (2003). "Féminisme racial critique".
- Womankind (1972). "Les mères lesbiennes et leurs enfants".